# اچ‌ام‌اس سافک (۵۵)
اچ‌ام‌اس سافک (۵۵) (به انگلیسی: HMS Suffolk (55)) یک کشتی است که طول آن ۶۳۰ فوت (۱۹۰ متر) می‌باشد. این کشتی در سال ۱۹۲۶ ساخته شد.